# Appendicularia thymifolia
Appendicularia thymifolia är en tvåhjärtbladig växtart som först beskrevs av Aimé Bonpland, och fick sitt nu gällande namn av Dc.. Appendicularia thymifolia ingår i släktet Appendicularia och familjen Melastomataceae. Inga underarter finns listade i Catalogue of Life.